# Erik Strandh
Sten Erik Strandh (i riksdagen kallad Strandh i Växjö), född 25 oktober 1908 i Kläckeberga församling, död 20 april 1995 i Växjö Maria församling, var en svensk revisor och politiker (folkpartist). 
Erik Strandh, som kom från en skogvaktarfamilj, var revisor inom offentlig förvaltning och privat näringsliv, periodvis genom den egna revisionsbyrån. Han var också verksam i Växjös lokalpolitik och var drätselkammarens ordförande under mandatperioden 1956-59. 
Han var riksdagsledamot i andra kammaren för Kronobergs läns valkrets från 1949 till nyvalet 1958. I riksdagen var han hela tiden suppleant i bevillningsutskottet samt från 1957 även ledamot i bankoutskottet. Han var särskilt engagerad i skattefrågor.